# Christian Ernst von Puttkamer
Christian Ernst von Puttkammer (* 24. Oktober 1706 in Kublitz; † 29. Januar 1771 in Neustadt-Eberswalde) war preußischer Generalmajor und zuletzt Chef des Garnisonsregiments Nr. 7.

## Leben

### Herkunft
Christian Ernst war Angehöriger des Adelsgeschlecht von Puttkamer. Seine Eltern waren der Erbherr auf Plassow und Kublitz, Marius von Puttkamer († 1714) und dessen Gemahlin Erdmuth Regine von Kleist (1673–1744).

### Laufbahn
Er schlug, der Familientradition folgend, am 26. August 1723 als Kadett in Berlin eine militärische Laufbahn ein. Am 8. Februar 1729 war er Gefreitenkorporal im neuaufgestellten Infanterieregiment „von Dossow“ Nr. 31. Er avancierte am 20. Mai 1732 zum Fähnrich, am 16. Januar 1732 zum Sekonde- und am 1. Januar 1742 zum Premierleutnant. Er nahm am Zweiten Schlesischen Krieg teil und stieg am 28. September 1747 zum Stabskapitän auf. Seine Beförderung zum Kapitän und Kompaniechef erfolgte am 26. September 1747. Am 17. September 1755 wurde er Major und am 5. Mai 1758 wurde er Oberstleutnant sowie am 3. Februar 1760 Oberst und Kommandeur des Regiments. Im Jahr 1765 wurde er – nach dem Tod des Regimentsinhabers – Chef des Infanterie-Regiments Nr. 23 (Forcade). Im Mai 1766 erhielt er die Beförderung zum Generalmajor. Im selben Monat tauschte er mit Christoph Friedrich von Rentzell und übernahm das Garnisonsregiment Nr. 7, während Rentzell das Regiment Nr. 23 erhielt. Christian Ernst von Puttkamer starb 1771 unvermählt in Neustadt-Eberswalde.